# Гликокаликс
Гликока́ликс — «заякоренные» в плазмолемме молекулы олигосахаридов, моносахаридов, гликопротеинов и гликолипидов. Гликокаликс выполняет рецепторную и маркерную функции, а также участвует в обеспечении избирательности транспорта веществ и пристеночном (примембранном) пищеварении. Наличие гликокаликса характерно для клеток животных, встречается также у бактерий.
Гликокаликс — надмембранный комплекс, принимающий участие в образовании контактов между клетками.
Гликокаликс хорошо развит на апикальной мембране каёмчатых энтероцитов и представляет собой молекулярное сито, пропускающее или не пропускающее молекулы, в зависимости от их величины, заряда и других параметров. В слое гликокаликса располагаются пищеварительные ферменты, как поступающие туда из полости кишечника, так и синтезированные самим энтероцитом. Толщина гликокаликса равна приблизительно 15—40 нм на боковой поверхности энтероцита и 50—100 нм — на апикальной. Гликокаликс, микроворсинки и апикальная мембрана вместе называются исчерченной каёмочкой.